# Jürgen Quetz
Jürgen Quetz (* 27. Juni 1940 in Stuhm/Westpreußen) ist ein deutscher Anglist, Didaktiker und Hochschullehrer.

## Leben und Wirken
Jürgen Quetz studierte nach seiner Reifeprüfung 1960 in Bad Homburg Anglistik und Germanistik an der Universität Frankfurt und legte die beiden Staatsexamen für das Lehramt an höheren Schulen in den Jahren 1966 und 1968 an der Universität Frankfurt ab. Dort promovierte er ein Jahr später (1969) mit einer Dissertation über „Symbolische und allegorische Formen in der Dramatik Edward Albees“ bei Herbert Rauter. Von 1966 bis 1970 war er als Lehrer im Schuldienst tätig. 1971 erhielt er eine Professor für Didaktik der englischen Sprache (Schwerpunkt: Erwachsenenbildung) an der Universität Frankfurt am Main. Im Jahre 2006 trat er in den Ruhestand. Von 2009 bis 2011 hatte er eine Seniorprofessur an der Universität Lüneburg inne. Außerdem war er in verschiedenen Gremien des Goethe-Instituts tätig.
In seinen Veröffentlichungen beschäftigt sich Quetz vor allem mit Fragen der Didaktik des Fremdsprachenunterrichts bei Erwachsenen.

## Veröffentlichungen (Auswahl)
- mit Sibylle Bolton und Gerda Lauerbach: Fremdsprachen für Erwachsene. Eine Einführung in die Didaktik und Methodik des Fremdsprachenunterrichts in der Erwachsenenbildung. Cornelsen, Berlin 1981, ISBN 3-8109-0620-4.
- mit Albert Raasch (Hrsg.): Fremdsprachenlehrer für die Erwachsenenbildung. Aus- und Fortbildung von neben- und hauptberuflichen Mitarbeitern. Westermann, Braunschweig 1982, ISBN 3-14-167212-1.
- Lernschwierigkeiten Erwachsener im Anfangsunterricht Englisch. Bericht über eine Umfrage bei Teilnehmerinnen und Teilnehmern an Englischkursen der Volkshochschule und eines Abendgymnasiums (= Augsburger I&I-Schriften. Bd. 59). Universität Augsburg, 1992, ISBN 3-923549-41-5.
- (Übers.): Gemeinsamer europäischer Referenzrahmen für Sprachen. Lernen, lehren, beurteilen. Langenscheidt, Berlin 2001, ISBN 3-468-49469-6.
- (Hrsg.): Neue Sprachen lehren und lernen. Fremdsprachenunterricht in der Weiterbildung. Bertelsmann, Bielefeld 2002, ISBN 3-7639-1842-6.
- (Hrsg.): Brücken schlagen. Fächer, Sprachen, Institutionen. Dokumentation zum 20. Kongress für Fremdsprachendidaktik. PZV Pädagogischer Zeitschriftenverlag, Berlin 2004, ISBN 3-935543-13-1.
- Auf dem Weg zur fremdsprachlichen Monokultur. Fremdsprachen an den Schulen der Bundesrepublik Deutschland. In: Ulrich Ammon, Sue Wright (Hrsg.): Fremdsprachen an den Schulen der Europäischen Union. (= Sociolinguistica. Bd. 24). de Gruyter, Berlin 2010, ISBN 978-3-11-022331-6, S. 170–186.
- mit Karin Vogt: Assessment im Englischunterricht. Kompetenzorientiert beurteilen und bewerten. Helbling, Innsbruck u. a. 2018, ISBN 978-3-86227-276-1.

Außerdem mehrere Lehrwerke und Aufsätze in Fachzeitschriften.
Festschrift
- Eva Burwitz-Melzer, Gert Solmecke (Hrsg.): Niemals zu früh und selten zu spät. Fremdsprachenunterricht in Schule und Erwachsenenbildung. Festschrift für Jürgen Quetz. Cornelsen, Berlin 2005, ISBN 3-06-020053-X.